# Drapeau de l'Oudmourtie
Le drapeau de l’Oudmourtie (en oudmourte : Удмуртилэн флагез, en russe : флаг Удмуртии, flag Oudmourtii) est l’un des symboles de l’Oudmourtie, l’une des républiques de Russie. Il a été adopté en 1993.

## Description
La loi de la république d’Oudmourtie relative à son drapeau national le définit ainsi :

« Le drapeau national de la république d’Oudmourtie se présente sous la forme d’un rectangle tricolore avec un emblème ; il est constitué de bandes verticales de même taille de couleurs noire, blanche et rouge (à partir de la hampe sur les deux faces du drapeau, ou de gauche à droite si le drapeau est déployé). Le rapport entre la largeur du drapeau et sa longueur est 1:2.
Au milieu de la bande blanche est représenté un signe solaire à huit branches de couleur rouge ; il n’empiète pas sur les bandes noire et rouge et est inscrit dans un carré dont les côtés sont égaux à 5/6 de la largeur de l’une des bandes du drapeau. La largeur des bandes verticale et horizontale qui constituent le signe solaire est égale à 1/3 du côté du carré. Chaque bande se termine par deux dents symétriques dont l’intérieur des côtés forme un angle de 90 degrés ; le sommet est rapproché du centre de 1/2 de la largeur de la bande.
Dans le drapeau national de la république d’Oudmourtie :
- la couleur noire est le symbole de la terre et de la stabilité ;
- le rouge est la couleur du soleil et le symbole de la vie ;
- le blanc est le symbole du cosmos et de la pureté des principes moraux.

Le signe solaire à huit branches est, selon la légende, un porte-bonheur qui protège les gens du malheur. »